# Dyskografia Take That
Dyskografia Take That – dyskografia brytyjskiego boysbandu Take That. Zespół odnosił największy sukces w latach '90 XX wieku.

## Albumy
| 1992                           | Take That and Party - Data: 17 sierpnia 1992 - Wydawca: RCA (#74321109232) - Format: CD, CS            | 2 | –  | –  | 28 | 2 | 21 | 38 | –  |                  | - UK: 2 × platyna                                  |
| 1993                           | Everything Changes - Data: 23 października 1993 - Wydawca: RCA (#74321169262) - Format: CD, CS         | 1 | 24 | 7  | 4  | 1 | 3  | 27 | 9  |                  | - UK: 4 × platyna                                  |
| 1995                           | Nobody Else - Data: 8 maja 1995 - Wydawca: RCA (#74321279092) - Format: CD, CS                         | 1 | 2  | 1  | 1  | 1 | 1  | 7  | 1  |                  | - UK: 2 × platyna - EU: 2 × platyna - CAN: platyna |
| 2006                           | Beautiful World - Data: 27 listopada 2006 - Wydawca: Polydor (#1715551) - Format: CD, digital download | 1 | 32 | 8  | 2  | 1 | 33 | 40 | 6  | - UK: 2.600.000  | - UK: 8 × platyna - EU: 3 × platyna                |
| 2008                           | The Circus - Data: 1 grudnia 2008 - Wydawca: Polydor (#1787444) - Format: CD, digital download         | 1 | –  | 42 | 14 | 1 | 68 | 25 | 22 | - UK: 2.000.000+ | - UK: 7 × platyna                                  |
| 2010                           | Progress - Data: 15 listopada 2010 - Wydawca: Polydor (#275592-7) - Format: CD, digital download       | 1 | –  | 2  | 1  | 1 | 6  | 7  | 2  | - UK: 800.000    | - UK: 4 × platyna - EU: platyna - DK: platyna      |
| „–” pozycja nie była notowana. | |   |    |    |    |   |    |    |    |                  |                                                    |

## Albumy koncertowe
| Rok  | Tytuł | Pozycja na liście | Pozycja na liście |
| Rok  | Tytuł | UK                | IRE               |
| ---- | --- | ----------------- | ----------------- |
| 2009 | The Greatest Day – Take That Present: The Circus Live - Data: 30 listopada 2009 - Wydawca: Polydor - Format: CD, digital download | 3                 | 16                |

## Kompilacje
| 1996                           | Greatest Hits - Data: 1 marca 1996 - Wydawca: BMG (#74321355582) - Format: CD                              | 1   | 10 | 1 | 1  | 1  | 1 | 4 | 2  | - UK: 1.060.376 | - UK: 3 × platyna - EU: 3 × platyna |
| 2001                           | The Best Of Take That - Data: październik 2001 - Wydawca: Calipso - Format: CD                             | –   | –  | – | –  | –  | – | – | –  |                 |                                     |
| 2002                           | Forever... Greatest Hits - Data: marzec 2002 - Wydawca: BMG - Format: CD                                   | 123 | –  | – | –  | –  | – | – | –  |                 |                                     |
| 2005                           | Never Forget: The Ultimate Collection - Data: 14 listopada 2005 - Wydawca: BMG (#82876748522) - Format: CD | 2   | –  | – | 91 | 12 | – | – | 73 | - UK: 995.371   | - UK: 3 × platyna                   |
| 2006                           | The Platinum Collection - Data: 27 listopada 2006 - Wydawca: BMG (#) - Format: CD                          | 127 | –  | – | –  | –  | – | – | –  |                 |                                     |
| „–” pozycja nie była notowana. | |     |    |   |    |    |   |   |    |                 |                                     |

## Single
| Rok  | Tytuł                          | Pozycja na liście | Pozycja na liście | Pozycja na liście | Pozycja na liście | Pozycja na liście | Pozycja na liście | Pozycja na liście | Pozycja na liście | Pozycja na liście | Certyfikat    | Album               |
| Rok  | Tytuł                          | UK                | AUS               | AUT               | GER               | IRE               | NL                | NOR               | SWE               | SWI               | Certyfikat    | Album               |
| ---- | ------------------------------ | ----------------- | ----------------- | ----------------- | ----------------- | ----------------- | ----------------- | ----------------- | ----------------- | ----------------- | ------------- | ------------------- |
| 1991 | „Do What U Like”               | 82                | –                 | –                 | –                 | –                 | –                 | –                 | –                 | –                 |               | Take That and Party |
| 1991 | „Promises”                     | 38                | –                 | –                 | –                 | –                 | –                 | –                 | –                 | –                 |               | Take That and Party |
| 1992 | „Once You’ve Tasted Love”      | 47                | –                 | –                 | –                 | –                 | –                 | –                 | –                 | –                 |               | Take That and Party |
| 1992 | „It Only Takes a Minute”       | 7                 | –                 | –                 | –                 | 11                | –                 | –                 | –                 | –                 |               | Take That and Party |
| 1992 | „I Found Heaven”               | 15                | –                 | –                 | 56                | –                 | –                 | –                 | –                 | –                 |               | Take That and Party |
| 1992 | „A Million Love Songs”         | 7                 | –                 | –                 | –                 | –                 | 50                | –                 | –                 | –                 |               | Take That and Party |
| 1992 | „Could It Be Magic”            | 3                 | 30                | –                 | 37                | 3                 | –                 | –                 | 30                | –                 | - UK: srebro  | Take That and Party |
| 1993 | „Why Can’t I Wake Up With You” | 2                 | –                 | –                 | 68                | 7                 | –                 | –                 | –                 | –                 | - UK: srebro  | Everything Changes  |
| 1993 | „Pray”                         | 1                 | 10                | 24                | 21                | 2                 | 38                | 8                 | 17                | 24                | - UK: złoto   | Everything Changes  |
| 1993 | „Relight My Fire” (oraz Lulu)  | 1                 | 33                | 27                | 18                | 2                 | 10                | –                 | 32                | 18                | - UK: srebro  | Everything Changes  |
| 1993 | „Babe”                         | 1                 | –                 | 12                | 9                 | 1                 | 5                 | 10                | 7                 | 8                 | - UK: platyna | Everything Changes  |
| 1994 | „Everything Changes”           | 1                 | –                 | 26                | 17                | 2                 | 7                 | –                 | –                 | 22                | - UK: srebro  | Everything Changes  |
| 1994 | „Love Ain’t Here Anymore”      | 3                 | 38                | –                 | 39                | 4                 | 24                | –                 | –                 | –                 | - UK: srebro  | Everything Changes  |
| 1994 | „Sure”                         | 1                 | 31                | –                 | 24                | 3                 | 15                | –                 | 30                | 24                | - UK: srebro  | Nobody Else         |
| 1995 | „Back for Good”                | 1                 | 1                 | 3                 | 1                 | 1                 | 2                 | 1                 | 2                 | 2                 | - UK: platyna | Nobody Else         |
| 1995 | „Never Forget”                 | 1                 | 12                | 17                | 10                | 1                 | 8                 | 14                | 34                | 6                 | - UK: złoto   | Nobody Else         |
| 1996 | „How Deep Is Your Love”        | 1                 | 12                | 7                 | 7                 | 1                 | 7                 | 6                 | 7                 | 5                 | - UK: platyna | Greatest Hits       |
| 2006 | „Patience”                     | 1                 | 29                | 4                 | 1                 | 2                 | 12                | 14                | 6                 | 1                 | - UK: złoto   | Beautiful World     |
| 2007 | „Shine”                        | 1                 | –                 | 24                | 21                | 2                 | 20                | –                 | –                 | 27                | - UK: srebro  | Beautiful World     |
| 2007 | „I’d Wait for Life”            | 17                | –                 | –                 | –                 | 32                | –                 | –                 | –                 | –                 |               | Beautiful World     |
| 2007 | „Reach Out”                    | –                 | –                 | 64                | 44                | –                 | –                 | –                 | –                 | –                 |               | Beautiful World     |
| 2007 | „Rule the World”               | 2                 | –                 | 50                | 15                | 3                 | 57                | –                 | –                 | 25                | - UK: złoto   | Beautiful World     |
| 2008 | „Greatest Day”                 | 1                 | –                 | 43                | 27                | 2                 | 30                | –                 | 41                | –                 | - UK: srebro  | The Circus          |
| 2009 | „Up All Night”                 | 14                | –                 | –                 | –                 | 14                | –                 | –                 | –                 | –                 |               | The Circus          |
| 2009 | „The Garden”                   | 97                | –                 | 48                | 20                | –                 | 73                | –                 | –                 | 36                |               | The Circus          |
| 2009 | „Said It All”                  | 9                 | –                 | –                 | –                 | 17                | –                 | –                 | –                 | –                 |               | The Circus          |
| 2010 | „The Flood”                    | 2                 | –                 | 15                | 12                | 3                 | 35                | –                 | 33                | 12                |               | Progress            |

## Wideografia
| Rok  | Tytuł |
| ---- | --- |
| 1992 | Take That And Party - Data: 1992 - Wydawca: Sony BMG (#) - Format: VHS                                             |
| 1993 | Take That: Live at Wembley - Data: 1 listopada 1993 - Wydawca: Sony BMG (#74321164493) - Format: VHS               |
| 1994 | Take That – Everything Changes - Data: 18 lipca 1994 - Wydawca: Sony BMG (#) - Format: VHS                         |
| 1995 | Take That: Live in Berlin - Data: 15 maja 1995 - Wydawca: Sony BMG (#74321123373) - Format: VHS                    |
| 1995 | Hometown: Live at The G-Mex - Data: 14 sierpnia 1995 - Wydawca: Sony BMG (#74321284153) - Format: VHS              |
| 1995 | Take That: Nobody Else – The Movie - Data: 20 listopada 1995 - Wydawca: Sony BMG (#74321332253) - Format: VHS      |
| 1996 | Greatest Hits - Data: 25 marca 1996 - Wydawca: BMG (#74321355683) - Format: VHS, laserdisc                         |
| 2005 | Never Forget: The Ultimate Collection - Data: 14 listopada 2005 - Wydawca: Sony BMG (#82876748539) - Format: DVD   |
| 2006 | Take That: For the Record - Data: 24 kwietnia 2006 - Wydawca: Sony BMG (#82876832769) - Format: DVD                |
| 2006 | Take That: The Ultimate Tour - Data: 6 listopada 2006 - Wydawca: Universal Music (#1708380) - Format: DVD, Blu-ray |
| 2008 | Beautiful World Live - Data: 25 lutego 2008 - Wydawca: Polydor (#1762159) - Format: DVD, Blu-ray                   |
| 2009 | Take That Present: The Circus Live - Data: 23 listopada 2009 - Wydawca: Polydor - Format: DVD, Blu-ray             |

## Teledyski
| Rok  | Tytuł                             | Reżyseria       |
| ---- | --------------------------------- | --------------- |
| 1991 | „Do What U Like”                  | Willie Smax     |
| 1991 | „Promises”                        | Willie Smax     |
| 1992 | „Once You’ve Tasted Love”         | James LeBon     |
| 1992 | „It Only Takes A Minute”          | Willie Smax     |
| 1992 | „I Found Heaven”                  | Willie Smax     |
| 1992 | „A Million Love Songs”            | Brad Langford   |
| 1992 | „Could It Be Magic”               | Saffie Ashtiany |
| 1993 | „Why Can’t I Wake Up With You”    | Grant Hodgson   |
| 1993 | „Pray”                            | Greg Masuak     |
| 1993 | „Pray” (Canadian Version)         | Linda Krendosn  |
| 1993 | „Relight My Fire”                 | Jimmy Fletcher  |
| 1993 | „Babe”                            | Greg Masuak     |
| 1994 | „Everything Changes”              | Greg Masuak     |
| 1994 | „Love Ain’t Here Anymore”         | Grant Hodgson   |
| 1994 | „Sure”                            | Greg Masuak     |
| 1995 | „Back For Good”                   | Vaughan Arnell  |
| 1995 | „Never Forget”                    | David Amphlett  |
| 1995 | „Sunday To Saturday”              | David Amphlett  |
| 1996 | „How Deep Is Your Love?”          | Nicholas Brandt |
| 2005 | „Relight My Fire” (Element Remix) | Jimmy Fletcher  |
| 2006 | „Patience”                        | David Mould     |
| 2007 | „Shine”                           | Justin Dickel   |
| 2007 | „I’d Wait For Life”               | Sean Sparengo   |
| 2007 | „Reach Out”                       | Sean Sparengo   |
| 2007 | „Rule The World”                  | Barney Clay     |
| 2007 | „Rule The World” (Band Version)   | Barney Clay     |
| 2008 | „Greatest Day”                    | Meiert Avis     |
| 2009 | „Up All Night”                    | Daniel Wolfe    |
| 2009 | „The Garden”                      | Daniel Wolfe    |
| 2009 | „Said It All”                     | Lindy Heymann   |
| 2009 | „Hold Up A Light”                 | John Porter     |